# Antinoüs

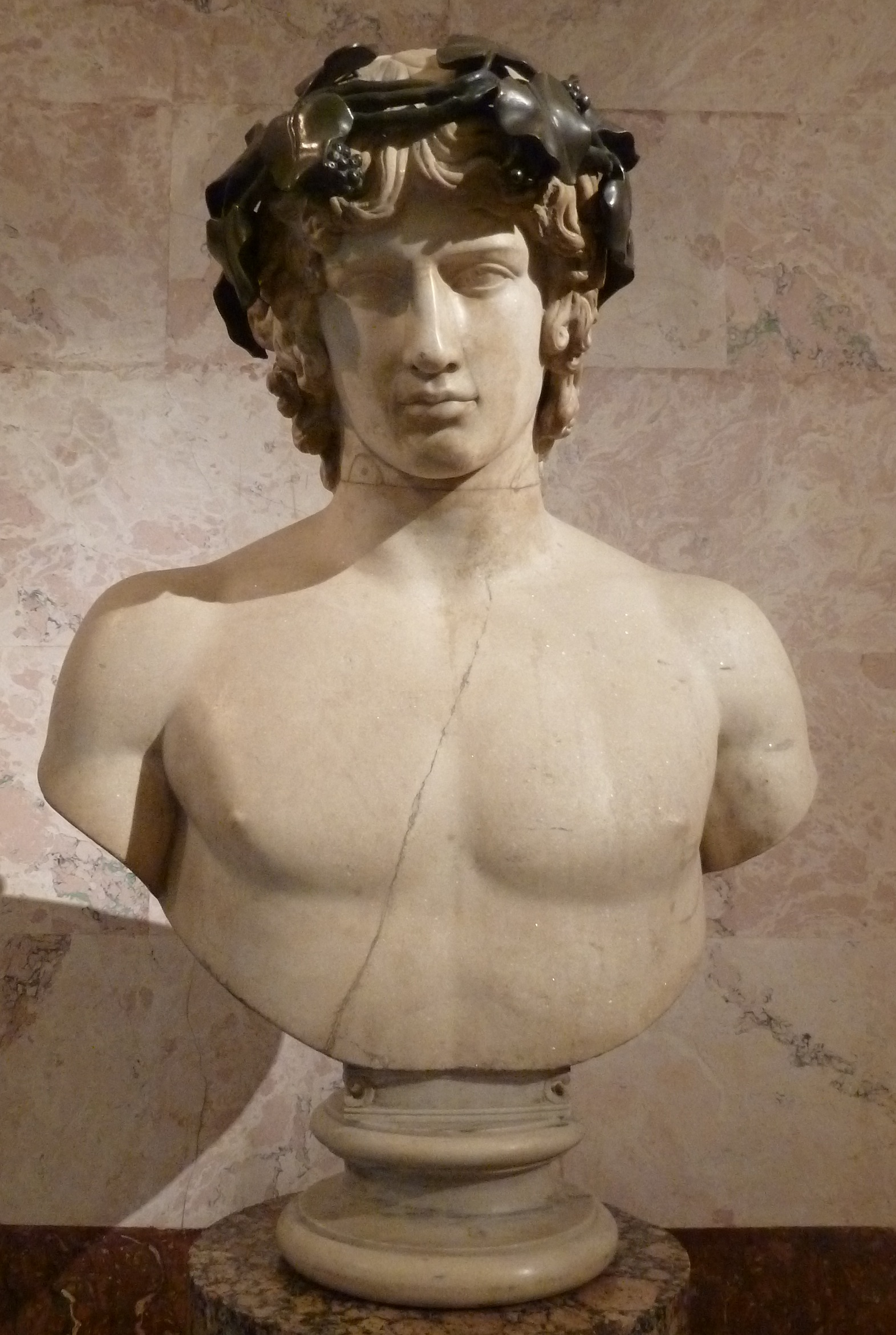
Buste van Antinoüs in de Hermitage

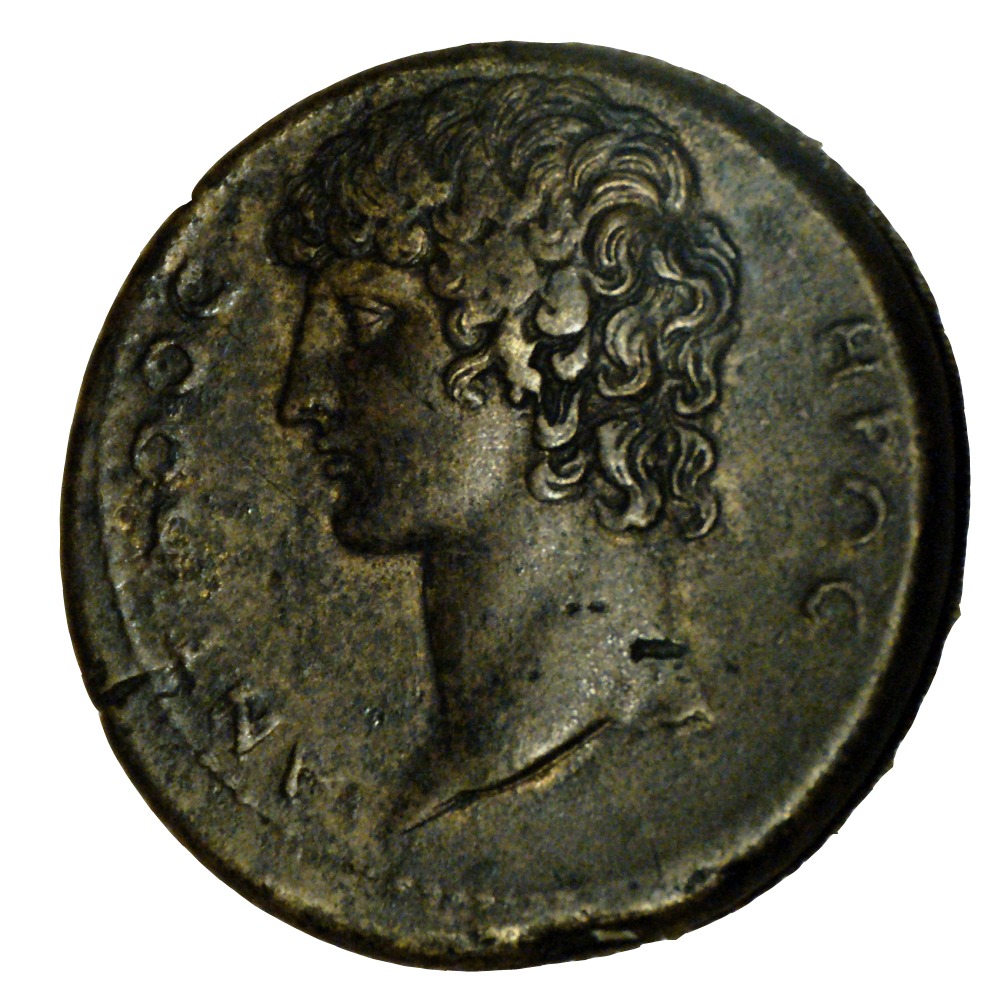
Bronzen medaillon uit Smyrna.

Antinoüs (Gr. Ἀντίνοος) of Antinoös (circa 111 — 130) was een Griekse jongen van buitengewone schoonheid uit Claudiopolis in Bithynia, en vanaf circa 15-jarige leeftijd in het jaar 123 tot aan zijn dood in 130 de eromenos (jonge mannelijke minnaar) van de Romeinse keizer Hadrianus. Hij vergezelde hem op al zijn verre reizen en op een beroemd geworden leeuwenjacht. Bij een bezoek aan Egypte verdronk Antinoüs in de Nijl. Na zijn dood verklaarde de keizer hem tot godheid en liet een stad bouwen, Antinoöpolis, op de Nijloever. Hij liet overal in het rijk tempels bouwen met beelden van zijn geliefde. Veel van deze beelden zijn bewaard gebleven, zodat het gezicht van Antinoüs een van de best bekende gezichten uit de oudheid is.
Ook liet de keizer bij zijn paleis Villa Adriana in Tibur (Tivoli) een tempel aan Antinoüs wijden, het zogenaamde Antinoeion dat in 2006 ontdekt werd. De aan Antinoüs gewijde obelisk die in deze tempel stond is later verplaatst naar Rome, waar hij thans in het park op de heuvel Pincio staat.
Latere schrijvers, van christelijke Romeinen tot Gibbon toe, vonden het nodig Hadrianus te verguizen voor zijn pederastische relatie met Antinoüs. Maar dan vooral natuurlijk vanuit hun geloof, dat heidense gebruiken immers veroordeelde.
De vergoddelijkte jongeling (eromenos) is de laatste eeuwen ook een icoon voor homoseksuelen geworden. Paul Claes schreef de roman Psyche (2006) over Antinoüs. Marguerite Yourcenar schreef de historische roman "Mémoires d'Hadrien" in 1951, waarin de relatie tussen keizer Hadrianus en Antinoüs uitgebreid aan bod komt.

## De ontmoeting
Hoewel er geen details over bekend zijn, is het waarschijnlijk dat keizer Hadrianus Antinoüs in Claudiopolis tegenkwam bij een officiële gelegenheid. Antinoüs' ouders waren van Griekse afkomst, niet onbemiddeld maar zeker niet voornaam. Hadrianus' aantrekking tot de net aan zijn puberteit begonnen jongeman moet dus vooral op diens uiterlijk en karakter gebaseerd zijn geweest. Hoe dan ook, hij moet diep zijn geraakt door hem. Kort na hun ontmoeting werd Antinoüs naar het keizerlijk paedagogium in Rome gestuurd, een soort kostschool voor jongens van 12 tot 18 jaar die opgeleid werden voor een functie aan het hof. De verjaardag van Antinoüs viel vermoedelijk op 27 november.

## De leeuwenjacht
Op het platteland van Cyrenaica, een Romeinse provincie net ten westen van Egypte, ging Hadrianus samen met de toen 20-jarige Antinoüs op leeuwenjacht. Hadrianus, die zijn gehele leven verzot was op jagen, wilde dit zijn jonge vriend ook bijbrengen. Het kostte Antinoüs bijna zijn leven toen ze een woeste leeuw tegenkwamen. De ervaren Hadrianus verwondde het dier met zijn speer maar doodde hem expres niet, omdat hij dit aan zijn vriend wilde overlaten. De leeuw verscheurde echter het paard van Antinoüs en het scheelde weinig of Antinoüs werd een prooi van het wilde dier. Het zou Hadrianus' ingrijpen zijn geweest dat het leven van de jongeman redde. De tekst over dit gebeuren is overgeleverd op papyrus door de dichter Pancrates, en vormt overigens het enige expliciete bewijs van het samenzijn van Hadrianus met zijn geliefde.
Pancrates (een vergrieksing van Pachrates) was woonachtig in het toen vermaarde Heliopolis aan de voet van de Nijldelta, waar Hadrianus zijn reis over de Nijl met Antinoüs zou beginnen. Deze man was behalve dichter ook magiër en priester. Het was om deze reden dat Hadrianus (die geïnteresseerd was in magie en mystiek) de man na de leeuwenjacht opzocht, en hem zeer waarschijnlijk het verhaal over het gebeuren tijdens de jacht vertelde.

## De dood van Antinoüs
Er is veel gespeculeerd over de achtergrond van Antinoüs' plotselinge dood tijdens een gezamenlijke reis in Egypte in 130 n.Chr.. De theorieën variëren van een ongeluk (Hadrianus' eigen theorie) tot zelfmoord en opoffering. Antinoüs levenloze lichaam werd gevonden in een bocht van de Nijl waar een sterke stroming stond. Sommigen suggereerden dat hij in zijn eentje was gaan zwemmen en daar verstrikt was geraakt in planten onder water. Maar de theorie van zelfmoord is eveneens sterk blijven voortleven, omdat Antinoüs genoeg zou hebben gekregen van de onbedwingbare wellust van Hadrianus voor de mooie jongeman, die nog voort zou duren naarmate Antinoüs ouder werd aangezien er werd rondverteld dat Hadrianus ook met volwassen mannen naar bed ging. Hadrianus zelf had intussen aan schoonheid ingeboet door ouderdom, en het kan zijn dat Antinoüs er genoeg van had nog langer 'gebruikt' te worden. Tegen een keizer kan je immers geen 'nee' zeggen.  Hij zou dus geen andere weg hebben kunnen vinden om hieraan te ontsnappen dan door zelfmoord te plegen.
Toch is er geen twijfel dat Hadrianus de jongeman met veel liefde was blijven behandelen. Zijn reactie op Antinoüs' dood wijst op een hartstochtelijke en oprechte liefde voor de jongeman. Antinoüs kon erop rekenen dat de keizer op hem gesteld bleef, ook nadat de seksuele relatie zou zijn beëindigd. Hij hoefde niet te verwachten dat hij aan de kant zou worden gezet, daar was het karakter van Hadrianus niet naar.
De derde en laatste theorie is die van (zelf)opoffering. Men geloofde in die tijd dat als je je leven opofferde voor degene van wie je hield, het leven van diegeen zou worden verlengd. Ook in dit geval zou dus sprake zijn van zelfmoord, maar dan niet uit nood maar uit liefde. In de tijd van Hadrianus was deze laatste theorie in elk geval de meest geaccepteerde en verbreide, omdat er munten werden geslagen waarop een verjongde Hadrianus stond afgebeeld die sinds Antinoüs' dood een langer leven had gekregen.

## Cultus

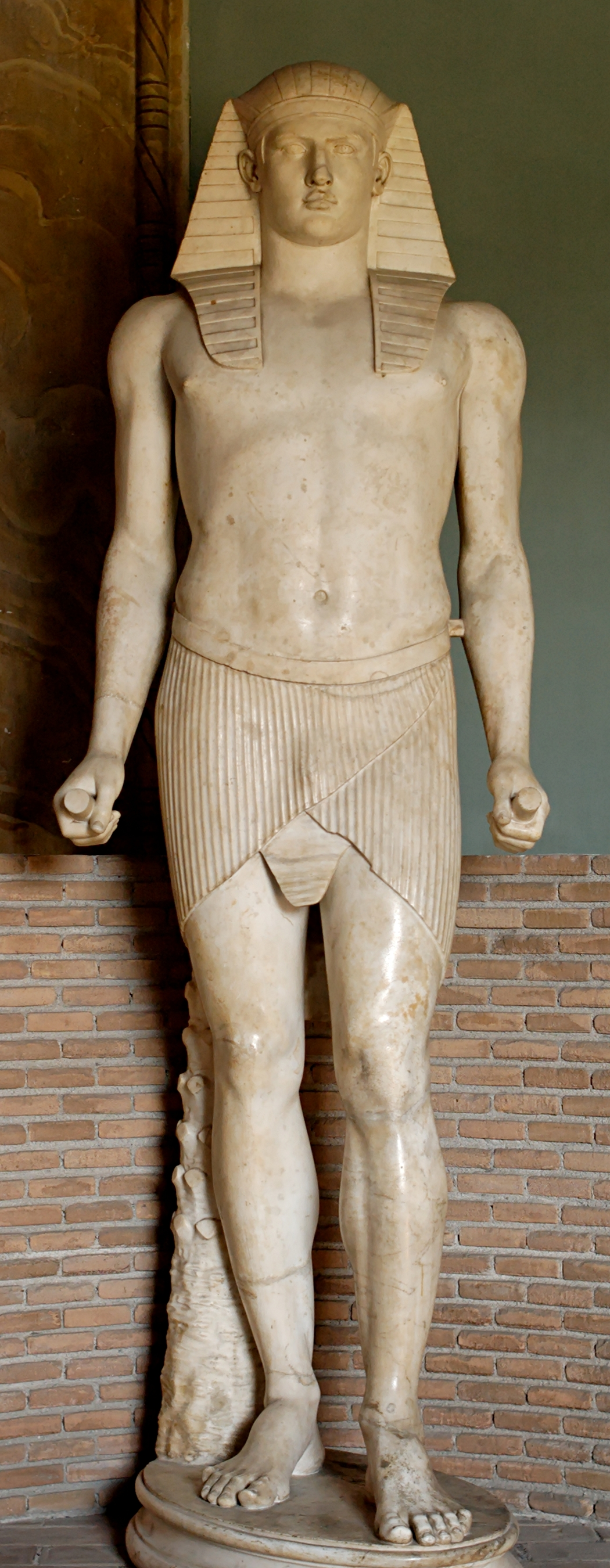
Antinous als Osiris (standbeeld uit het Antinoeion bij de Villa Adriana.

Onmiddellijk na zijn dood werd Antinoüs vergoddelijkt. Niet alleen door Hadrianus, maar ook door de Egyptenaren, omdat hij in de Nijl verdronken was die sterk met Osiris was verbonden. Bovendien was Antinoüs' officiële sterfdatum 24 oktober, de datum van het feest van Osiris, de barmhartige rechter over de doden, en gever van levenskracht. Vandaar dat Antinoüs soms ook is afgebeeld als Osiris. Feitelijk was Antinoüs nu de nieuwe god Antinoüs-Osiris, waaraan eeuwenlang een cultus bleef verbonden. Als gestorven en wedergeboren god werd hij soms vergeleken met Jezus Christus. Origenes, een 3e-eeuwse bijbelwetenschapper, citeert (en weerspreekt) zijn opponent Celsus die schreef "dat aan hem niet minder eer wordt bewezen dan (door christenen) aan Jezus". In Athene versmolt Antinoüs met Dionysos, en zijn beeltenis verscheen zelfs op schalen en andere voorwerpen.
Hadrianus stichtte in allerijl een stad aan de Nijl, Antinoöpolis, bij de plek waar de jongeman uit het water was gehaald, en liet overal ter wereld standbeelden van Antinoüs oprichten. Ook in het Griekse Mantinea verrees een tempel gewijd aan de jongeman. Het lichaam van Antinoüs zelf nam Hadrianus mee naar zijn villa bij Tivoli, waar hij zijn stoffelijk overschot in een speciale schrijn plaatste.
Hadrianus moet een beeldhouwer opdracht hebben gegeven een voorbeeld-standbeeld te maken, waarin de mannelijke schoonheid van de jongeman optimaal tot uitdrukking kwam, met brede borst en zedig neergeslagen ogen, welke veelvuldig werd gekopieerd. In de tien jaar na 130 n.Chr zijn er naar schatting tweeduizend beelden gemaakt. Een van de mooiste exemplaren staat nog altijd in de Vaticaanse Musea.

## Antinoüs als sterrenbeeld
Het zuidelijke gedeelte van het sterrenbeeld Arend was volgens sommige vroegere hemelwaarnemers de locatie van het kleinere sterrenbeeld Antinoüs. Dit sterrenbeeld, dat echter als een onnodige onderverdeling van het reeds bestaande sterrenbeeld Arend werd beschouwd, werd afgevoerd door de Internationale Astronomische Unie (IAU) daar het zeer moeilijk te herkennen is en geen heldere sterren bevat.